# Nos
 Ovo je glavno značenje pojma Nos. Za operu Dmitrija Šostakoviča pogledajte Nos (opera).
Nos ili nosna šupljina, šupljina je koja služi kao dio dišnog, govornog i osjetilnog sustava. U njemu se nalaze sluznica i fine dlačice.
Kao dio dišnog sustava nos je primarni organ kroz koji ulazi zrak. U govoru, nos omogućuje rezonancu. Nos je također organ za miris, te se u nosnoj šupljini nalaze mirisne stanice. Čestice mirisa lijepe se i otapaju u sluzi koju proizvodi nos te tako šalju impulse u mozak a čovjek osjeća miris. Izraz nos također se koristi za označavanje početka ili kraja nečega, kao na primjer: "nos aviona".  Nosna šupljina proteže se od nosnica (lat. nares) do hoana (lat. choanae). Nosna pregrada (lat. septum nasi) dijeli lijevu i desnu nosnu šupljinu te čini zajednički medijalni zid jedne i druge nosne šupljine. Septum se sastoji od koštanog (lat. pars ossea), hrskavičnog (lat. pars cartilaginea) i kožnog dijela (lat. pars mambranacea).

### Vanjski nos
Vanjski nos (lat. nasus externus) ima: korijen (lat. radix nasi), hrbat (lat. dorsum nasi) i vrh (lat. apex nasi). Zrak ulazi u vanjski nos kroz parne otvore nosnice (nares) koje omeđuju nosna krila (lat. alae nasi). Podlogu (infrastrukturu) vanjskog nosa čine kosti ličnog skeleta i hrskavice. Koštanu podlogu daje nosni dio čeone kosti, čeoni nastavak gornje čeljusti i nosne kosti. 
Nosne hrskavice sastoje se od:
- parne hrskavične ploče trokutastog oblika (triangularne hrskavice) (lat. cartilago nasi lateralis), a nalazi se s obje strane septalne hrskavice
- zavijene parne hrskavice (lat. cartilago alaris major) u nosnom vršku
- hrskavičnih pločica (lat. cartilagines alares minores) smještene uz cartilage alaris major
- malih hrskavičnih prutića (lat. cartilagines nasals accesoriae)

Koža nosa može biti različite debljine s dosta žlijezda lojnica i dlaka. Na nosnom hrptu i na lateralnim stranama nosa ona je pomična dok je na nosnim krilima čvrsto vezana za podlogu. Prema licu nos je omeđen u području krila nazolabijalnom brazdom, a između nosa i gornje usne nalazi se nazolabijalni kut. Ako je kut blizu pravog kuta, nosnice su horizontale, a ako je kut tup nosnice su odignute, a ako je kut oštar one su nagnute prema dolje i nazad. Zadnja dva položaja nosnica prave poteškoće u disanju jer otklanjaju zračnu struju pri respiraciji. Postoje tri antropološka tipa nosa, to su leptorini, mezorin i platirini nos, tako zvani uski, srednje široki i široki nos. Na ulazu u nos nalaze se dlake (vibrissae) koje su jako dobro razvijene u starijih ljudi. Apertura piriformis čini vanjski rub koštanog dijela nosne piramide, njezin oblik i širina mogu varirati, a najčešće je kruškolika. Postoje razoliki tipovi i oblici vanjskog nosa od kojih neke s obzirom na izraženost možemo smatrati deformitetima. Deformiteti nosa mogu biti prirođeni i stečeni. Oni mogu biti 
samo u koštanom ili samo u hrskavičnom dijelu nosa, ili na granici kosti i hrskavice. Infrastruktura vanjskog nosa se dijeli na fiksni dio, relativno fiksi i mobilni (pokretni) dio. Fiksi dio infrastructure vanjskog nosa čine nosne kosti i čeoni nastavci maksile, tj. svi koštani dijelovi koji omeđuju aperaturu piriformis. Vrh nosa čine lijeva i desna alarna hrskavica koja je upravo na tom mjestu previjena. Ako se gleda nosna piramida s unutarnje strane koju prekriva sluznica mogu se vidjeti morfološki detalji. Granicu vestibuluma nosa i nosne šupljine, tj. granicu sluznice i kože čini limen nasi, donji rub lateralne hrskavice. Hrskavični dio septum i hrskavice ostatci su primitivne hrskavične nosne čahure. U području vanjskog nosa nalazi se tanki sloj poprečnoprugastih mišićnih niti koje obavljaju razne funkcije pri disanju. Arterije koje opskrbljuju vanjski nos dolaze od lične i očne arterije. Vensku krv vanjskog nosa skuplja facijalna vena tzv. angularna vena.